# Lopak Aur
Lopak Aur is een bestuurslaag in het regentschap Batang Hari van de provincie Jambi, Indonesië. Lopak Aur telt 1912 inwoners (volkstelling 2010).